# Zulukrigen
Zulukrigen er en krig mellem Storbritannien og zuluerne i Sydafrika i 1879. Zulukrigen er kendt for flere blodige slag. Krigen betød enden på den selvstændige Zulu-nation, og var et vendepunkt i regionens historie.
De britiske soldater blev ledet af Frederic Thesiger, mens zulukrigerne blev ledet af kong Cetshwayo. Krigen blev indledt af briterne for at fjerne truslen mod kronkolonien i Natal. Et af de mest kendte slag i krigen var slaget ved Rorke's Drift den 22.-23. januar. Krigen sluttede med britisk sejr og var årsag til zulustatens opløsning i 1897.

## Slag i Zulukrigen
- Slaget ved Isandlwana
- Slaget ved Rorke's Drift
- Slaget ved Intombe
- Slaget ved Hlobane
- Slaget ved Kambula
- Slaget ved Gingindlovu
- Slaget ved Eshowe
- Slaget ved Ulundi